# Mia (Mia Martini 1990)
Mia è un album raccolta di Mia Martini, pubblicato nel 1990 dalla Ricordi.

## Tracce
1. Piccolo uomo
2. Inno
3. Al mondo
4. Amanti
5. Luna bianca
6. Valsinha
7. Sabato
8. Alba
9. Un'età
10. Mi piace
11. La discoteca
12. Signora